# Xian Y-7
Lo Xian Y-7 (运-7S; pinyin: Yùn-qī) è un aereo di linea regionale a fusoliera stretta, da trasporto merci e passeggeri, bimotore turboelica e monoplano ad ala alta, sviluppato dall'azienda aeronautica cinese Xi'an Aircraft Industrial Corporation.
Si basa sulla famiglia di aeromobili Antonov An-24 di progettazione sovietica.
Il modello, pur se principalmente destinato al mercato dell'aviazione commerciale, è stato adottato dalla Zhongguo Renmin Jiefangjun Kongjun, l'aeronautica militare cinese, in una versione appositamente studiata per il trasporto tattico.

## Varianti e versioni

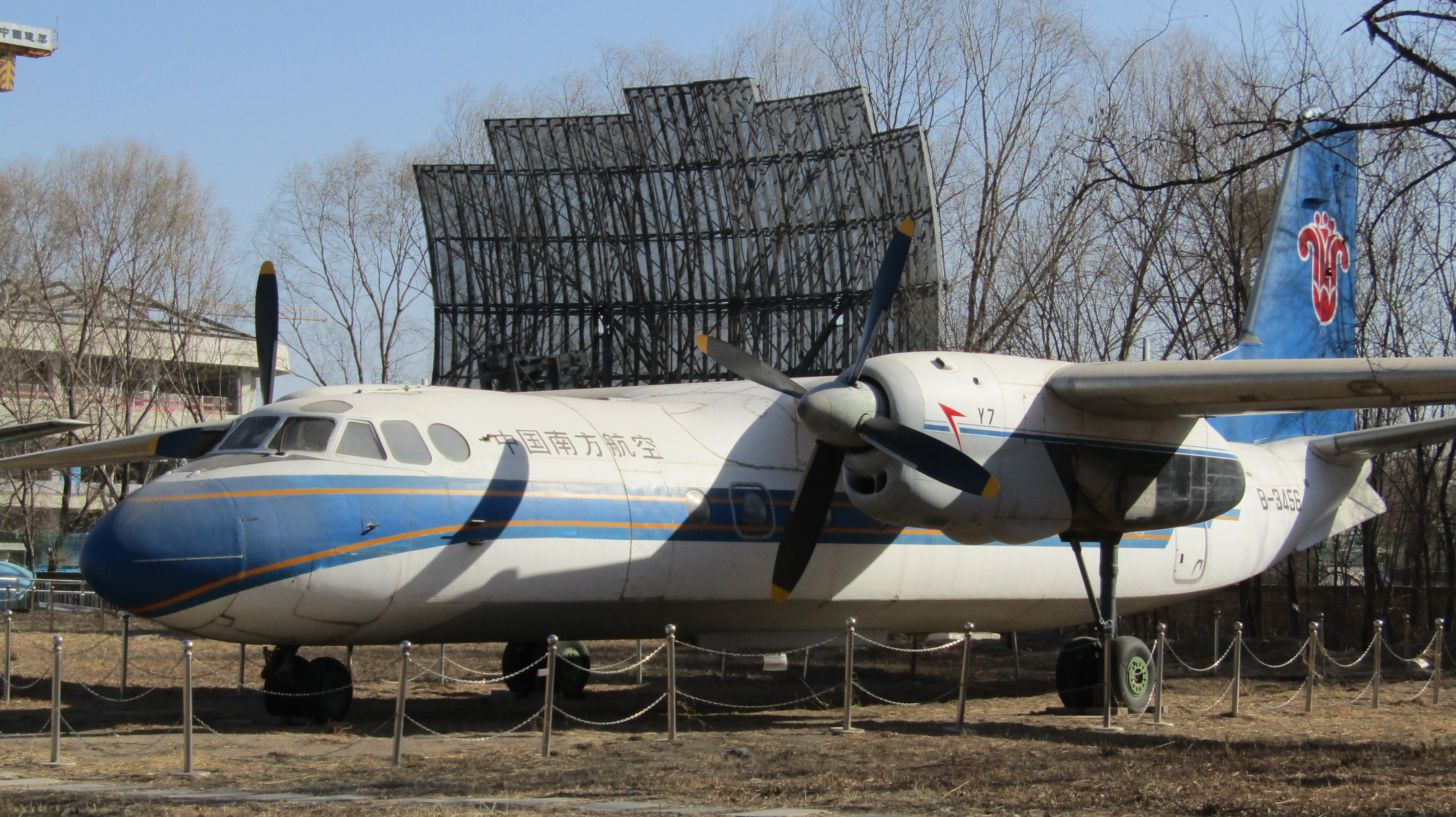
Xian Y-7 esposto presso il Beijing Civil Aviation Museum

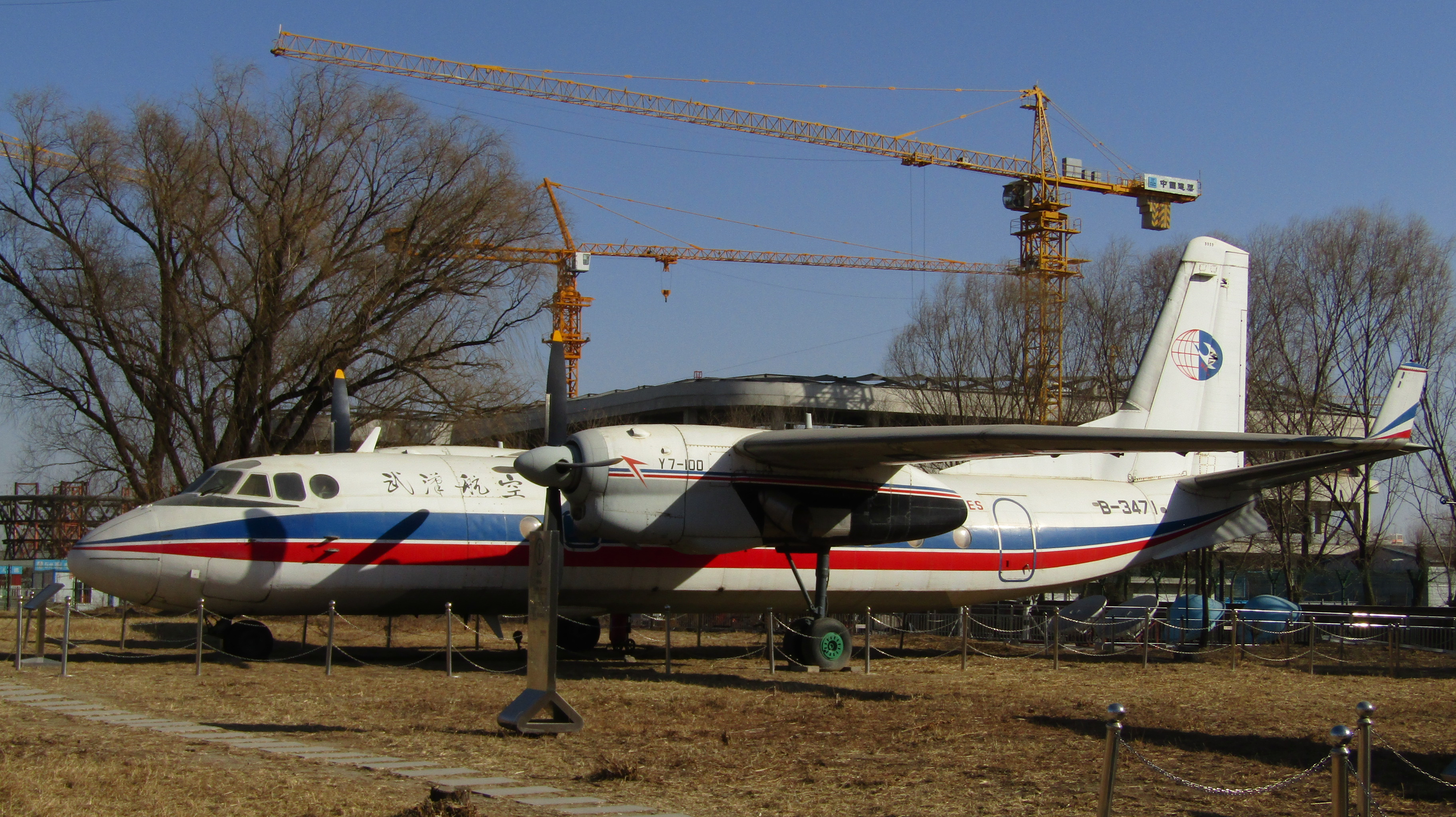
Xian Y-7-100 esposto presso il Beijing Civil Aviation Museum

Xian Y-7E
designazione speculativa per una versione Hot and High equipaggiata con motori più potenti.
Xian Y-7G
variante militare del MA60 prodotta per la Zhongguo Renmin Jiefangjun Kongjun.
Xian Y-7H
(Huo -cargo) Un An-26 retroingegnerizzato con rampa di carico posteriore per la Zhongguo Renmin Jiefangjun Kongjun, entrato in produzione nel 1992.
Xian Y7H-500
variante civile del Y-7H certificato nel 1994.
Xian Y-14
designazione originale della copia An-26/Y-7H.
Xian Y-7-100
versione migliorata, sviluppata in collaborazione con HAECO (Hong Kong Aircraft Engineering Company), con cabina di pilotaggio e cabina passeggeri ridisegnate e adozione di alette d'estremità. Questa versione ha un interno della cabina passeggeri aggiornato, con nuova avionica proveniente da fornitori occidentali. Equipaggio ridotto a tre, è in grado di trasportare 52 passeggeri.
Xian Y-7-100C1
variante a cinque membri dell'equipaggio con modifiche all'equipaggiamento.
Xian Y-7-100C2
variante a cinque membri dell'equipaggio con modifiche all'equipaggiamento.
Xian Y-7-100C3
variante a cinque membri dell'equipaggio con modifiche all'equipaggiamento.
Xian Y-7-200
versione dotata di nuova avionica; priva di alette d'estremità.
Xian Y-7-200A
versione motorizzata con una coppia di turboelica Pratt & Whitney PW127C.
Xian Y-7-200B
versione allungata di 74 cm con motori WJ5A-1G, costruita per il mercato interno cinese.
Xian HYJ-7
(Hongzhaji Yunshuji Jiaolianji - Bombardiere/trasporto/addestratore) variante da addestramento piloti ed equipaggio per bombardieri pesanti Xian H-6 dotata di un mirino HM-1A stabilizzato, radar per il puntamento delle bombe e un sistema di navigazione combinato TNL-7880.
Xian MA60
(Y-7-MA60) (Modern Ark 60 posti) una variante occidentalizzata dell'Y-7 destinata al mercato dell'aviazione commerciale nei paesi occidentali basata sulle specifiche Joint Airworthiness Requirements (JAR).
Xian JZY-01 / Y-7 AWACS
variante militare Airborne Early Warning and Control (AEW&C) basata su portaerei. La sigla JZY, per Jian (舰) Zai (载) Yu (预), indica un AEW&C navalizzato, caratterizzato dall'adozione di un impennaggio quadrideriva simile a quello dello statunitense Northrop Grumman E-2 Hawkeye Viene utilizzato come banco di prova volante per lo Xian KJ-600.

## Utilizzatori

### Civili
Cambogia
- Phnom Penh Airways
- President Airlines

 Cina
- Air Changan
- Air China
- China Eastern Airlines
- China General Aviation
- China Great Wall Airlines
- China Northern Airlines
- China Southern Airlines

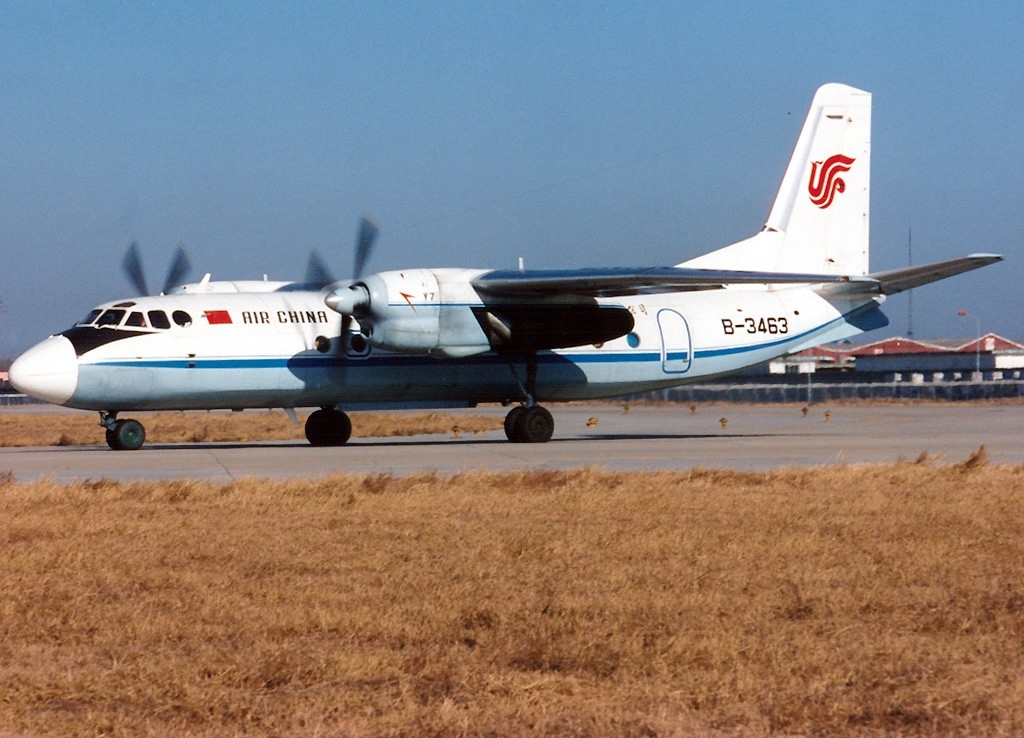
Lo Xian Y-7marche B-3463 in livrea Air China fotografato all'aeroporto di Pechino-Capitale nel dicembre 1995.

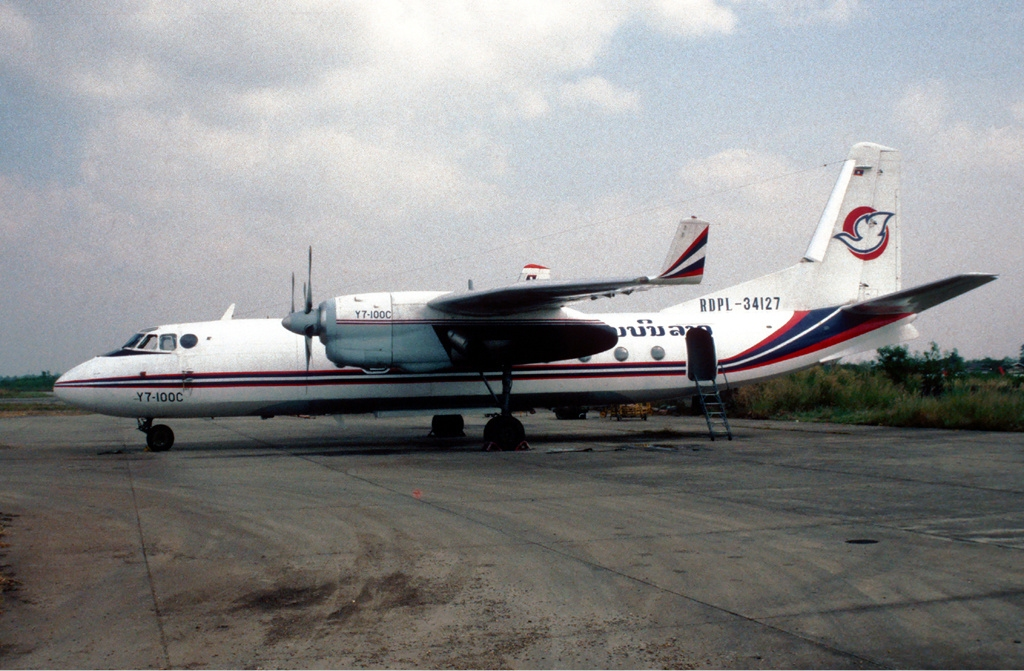
Lo Xian Y-7-100C marche RDPL-34127 in livrea Lao Aviation fotografato all'aeroporto di Vientiane-Wattay nell'ottobre 2000.

- Civil Aviation Flight University of China
- Shanxi Airlines
- Sichuan Airlines
- Wuhan Airlines
- Zhongyuan Airlines

 Laos
- Lao Airlines

operò con 4 esemplari, al 2020 non più in servizio.
 Zimbabwe
- Air Zimbabwe

### Militari
Cina
- Zhongguo Renmin Jiefangjun Kongjun

 Iran
- Niru-ye Havayi-ye Artesh-e Jomhuri-ye Eslami-e Iran

 Laos
- Lao People's Liberation Army Air Force

 Mauritania
- Force aérienne de la République Islamique de Mauritanie